# 原六郎
原 六郎（はらろくろう、天保13年11月9日（1842年12月10日） - 昭和8年（1933年）11月14日）は、日本の幕末から大正期の志士、軍人、銀行家、実業家。
但馬国佐中村（現・兵庫県朝来市）出身。もとの名は進藤俊三郎長政といい、生野の変で敗れ潜伏中に、原六郎と改名。

## 経歴

### 生い立ち

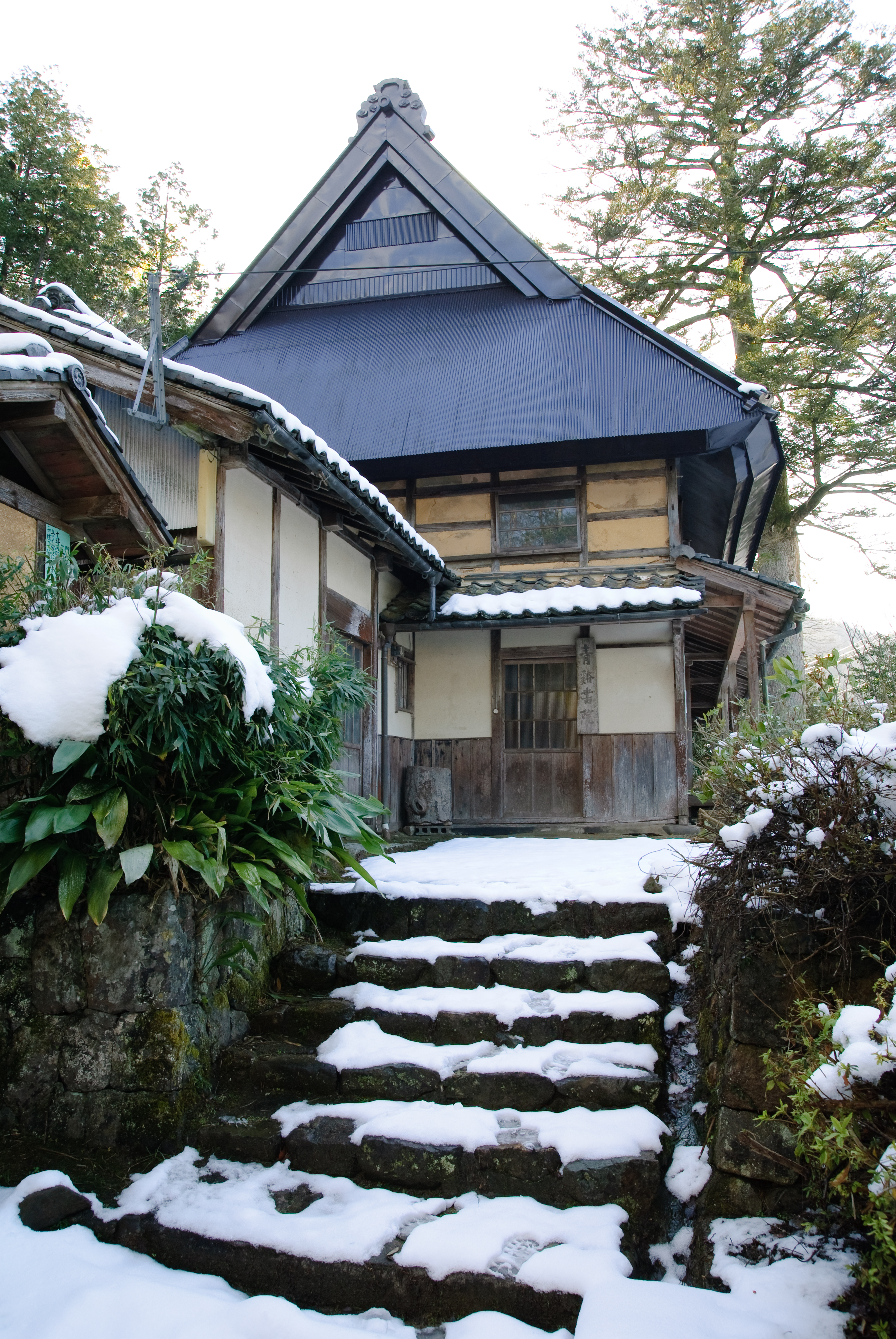
青谿書院（兵庫県養父市八鹿町）

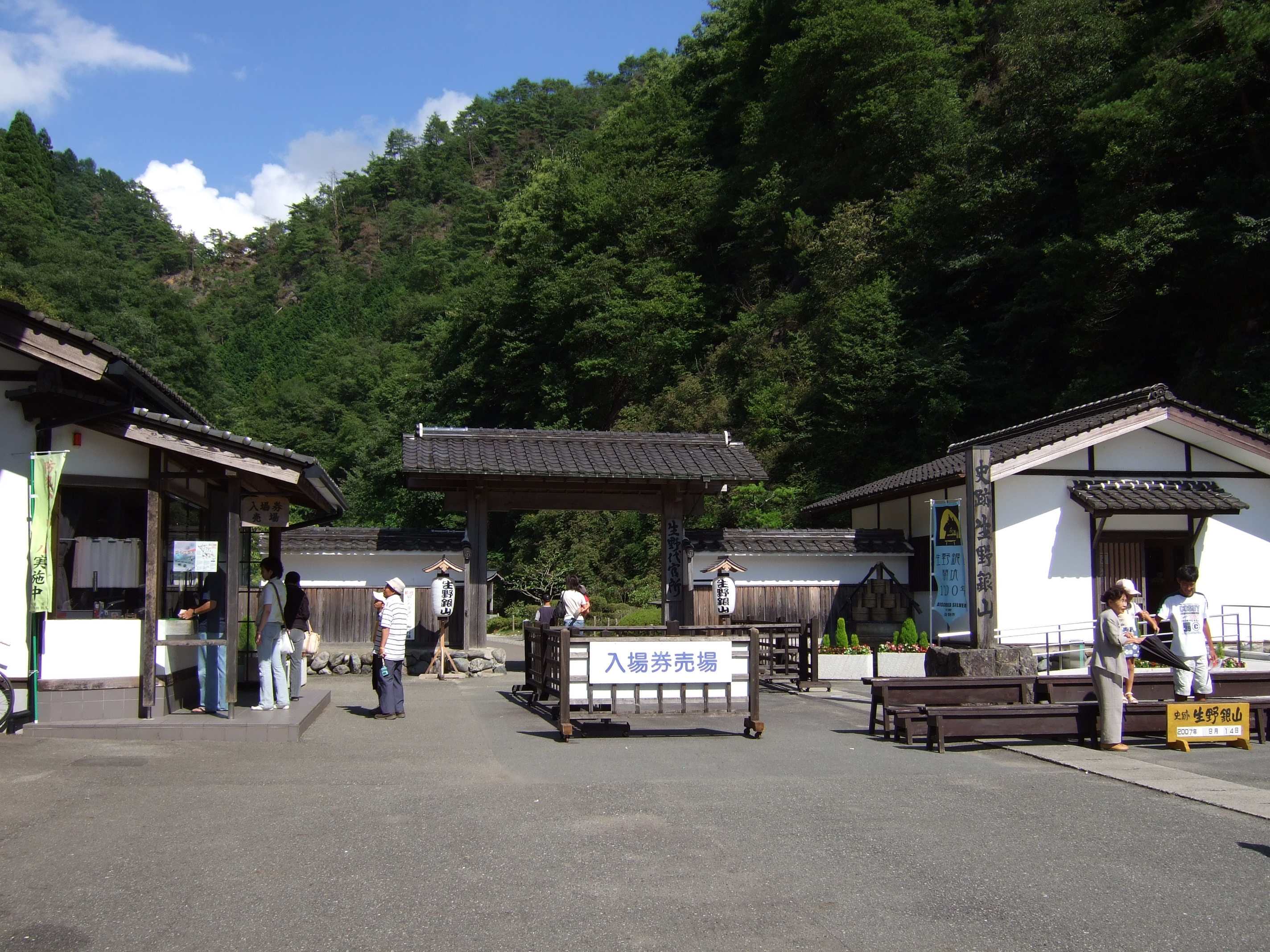
生野銀山（兵庫県朝来市生野町

鎌倉時代より続く但馬国佐中村の大地主・進藤家の第22代目当主・丈右衛門長廣の六男四女の末っ子として生まれる。
11歳のころ、池田草庵の私塾・青谿書院に入門し、北垣国道、西村哲二郎らとともに学ぶ。池田草庵門下には、ほかに浜尾新（元東宮侍従浜尾実の祖父）、河本重次郎らがいる。

### 幕末期・維新期
当時、尊皇攘夷派の活動が盛んであり、尊皇攘夷論を唱えるようになる。しかし、師・池田草庵は学問に政治活動は邪道と考える人であったため、意見が相違し北垣らとともに青谿書院を脱退し、京都で平野国臣等と親交を結んだ。
文久3年（1863年）、生野の変に武器周旋方として参加。京・四条木屋町の具足屋・大高又次郎のところで武器調達をするため、京の旅籠・花屋に宿泊しているときに池内蔵太（後に海援隊士）に会い、天誅組大和破陣を聞かされ、北垣らとともに一旦、生野挙兵中止論を説いた。しかし、南八郎（旧名・河上弥市。奇兵隊第2代総監。高杉晋作の親友）らの強硬論が勝り、挙兵は決行された。京で武器を調達していたが搬送の途中で生野破陣を知り、佐中経由で美作路から因州鳥取へ逃れた。
同年、情勢を探るべく、京、江戸へ入り、鳥取藩士の松田正人、河田左久馬、千葉重太郎（桶町千葉道場、北辰一刀流）らの庇護を受ける。当時は、生野の変に参加した者への探索が厳しく、探索から逃れるため、松田正人が選んだ「原六郎」という名に改める。桶町千葉道場に潜伏していた頃に土佐藩から剣術留学していた坂本龍馬らと友人になる。のちに原本人が龍馬とは北垣晋太郎（国道）らとともに懇意にし蝦夷地開拓の話をしていたと回想している（原六郎翁伝）。
元治元年（1864年）、桶町千葉道場や長州藩邸に匿われていたが、さらに幕府の探索が厳しくなったため、海路で長州に入る。
慶応元年（1865年）、高杉晋作の紹介により、長州藩の遊撃隊に加入し、四境戦争では高杉に従って小倉口の戦いに従軍した。戦役が一段落した慶応2年（1866年）、普門寺塾（三兵塾）を母体に山口に創設された陸軍学校・明倫館に入学し、大村益次郎から洋式陸軍の手ほどきを受けた。その後は長州藩の軍に属し、討幕運動に関わる。
慶応4年（1868年）1月に始まった戊辰戦争では、鳥取藩に附属する形となった丹波国桑田郡山国郷の志願農兵隊山国隊の司令士として、鳥取藩士の河田左久馬、千葉重太郎、山国郷郷士・藤野斎（映画監督牧野省三の父）らとともに、関東、東北各地を転戦。特に上野戦争（彰義隊の乱）で、覆面部隊として上野山に潜入し官軍を勝利に導く功労をあげる。その後、原は官軍に帰順した旧幕兵で構成された帰正隊隊長として、東北から蝦夷地までを転戦し榎本武揚や土方歳三らが立てこもった五稜郭の戦い（箱館戦争）までを戦い抜く。
明治2年（1869年）、鳥取藩士に取り立てられる。鳥取藩兵の洋式化に従事。さらに、新政府に差し出された鳥取藩軍に入り、第1回天覧閲兵式には歩兵大隊長として参加、「兵の指揮、誠に見事也」と絶賛された。

### 米国留学・英国留学
明治3年（1870年）に太政官が30万石以上の大藩に選出させた海外官費留学生として、原は明治4年（1871年）に渡米する。しかし原は短期留学で満足できず、官費が打ちきられてもアメリカに残った。今後の日本の発展は、軍事よりも経済だと考えたためであった。苦労の末にコネチカット州にあるイェール大学に入学して、経済学・金融学を学ぶこと2年。次いで明治6年（1873年）には、イギリスに渡り、キングス・カレッジ・ロンドンで経済学・社会学・銀行学を修め
、明治10年（1877年）に帰国した。

### 明治・大正期

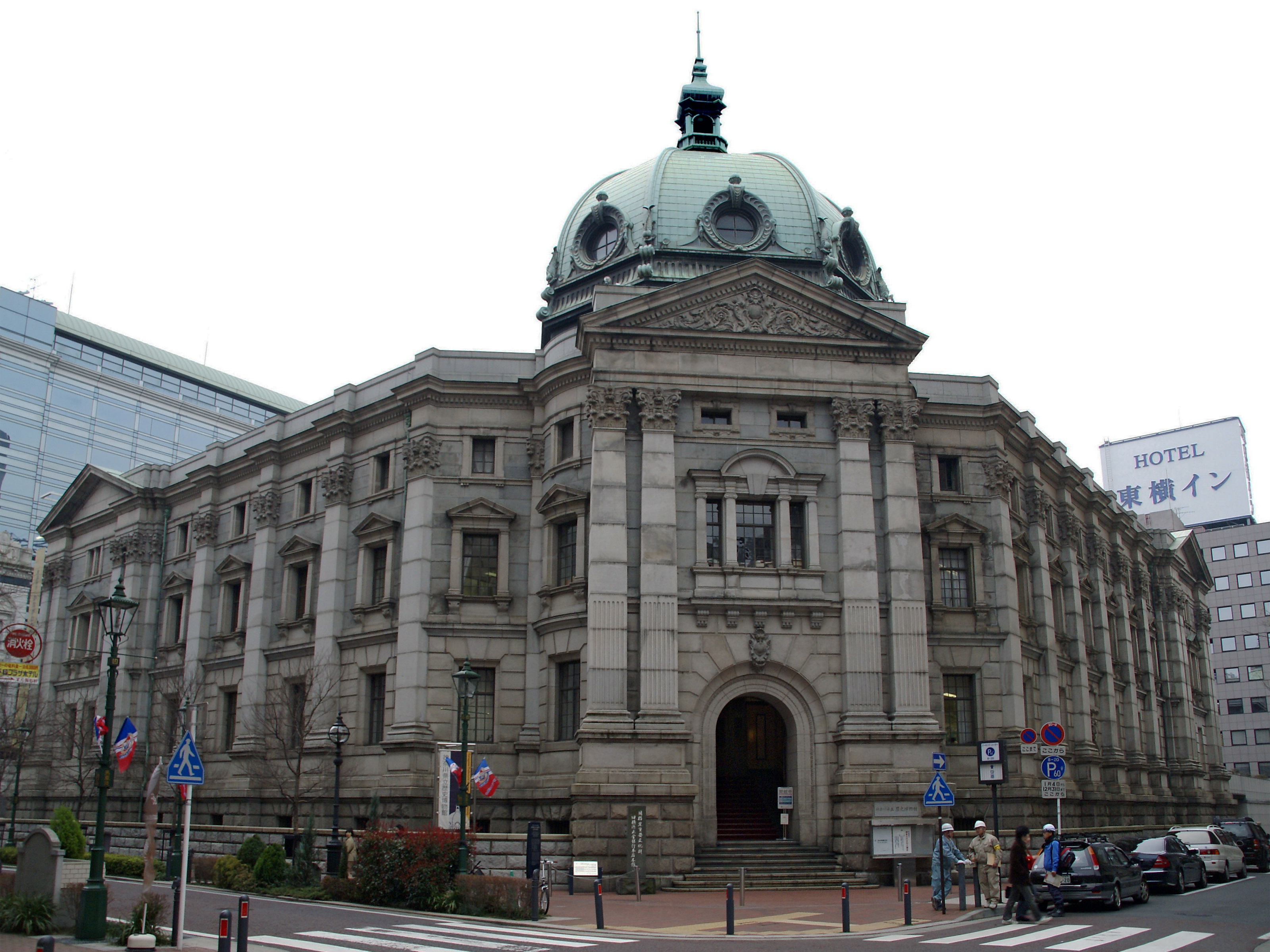
旧横浜正金銀行本店（現神奈川県立歴史博物館）

明治11年（1878年）、旧鳥取藩主・池田家を中心にして、第百国立銀行を設立し頭取となる。明治13年（1880年）、東京貯蔵銀行を設立、頭取となる。
明治16年（1883年）、大蔵卿・松方正義の要請を受け、破綻の危機に陥っていた横浜正金銀行の第4代頭取に就任する。松方は横浜正金銀行の改革のため、原を頭取に据えた。原は松方の意を受けて、正金銀行内の改革を実施した。まず不良債権や損失を調査確定し、銀貨と紙幣とを交換した差益で補填をはかり、明治18年（1885年）には欠損を解消した。外国為替の取組も急増し業務拡大には資金不足であったため、明治20年（1887年）3月に資本金を600万円に倍額増資した。一方、正金銀行を外国貿易業務に特化するため、松方らと協議し、同年7月に勅令第29号横浜正金銀行条例の制定を実現した。また、明治15年（1882年）に創業した日本銀行との関係を、正金銀行が外国業務を担当することで整理し、以後、日本銀行と横浜正金銀行とが両輪となって日本の財政と金融を牽引していく基礎を確立した。この7年に及ぶ経営再建により、原は横浜正金銀行中興の祖と呼ばれた。
この他日本興業銀行、台湾銀行、勧業銀行の創立委員を務め、金融業以外にも富士製紙・横浜船渠各会社長、東武鉄道、山陽鉄道、播但鉄道、総武鉄道、九州鉄道、北越鉄道、北海道鉄道、京仁鉄道、台湾鉄道、東洋汽船、東京電燈、帝国ホテル、汽車製造、猪苗代水力電気、台湾製糖などの設立、事業に多大の貢献をした。
国産の先端科学技術研究・教育の充実に関しての支援にも熱心で、例えば渋沢栄一が創立委員長を務めた大正5年（1916年）の理化学研究所創立にあたっては当時の金額で個人として30万円（2018年の価値で25億円から40億円と計算できる）を寄附した。これは財閥である三井・三菱の寄附額が各50万円だったことを考えれば破格の金額であり、渋沢栄一記念財団の資料にある理化学研究所の項に記録されている。
渋沢栄一、安田善次郎、大倉喜八郎、古河市兵衛と共に“5人男”と称され、実業界に重きをなした。また義父・土倉庄三郎に但馬の山林整備と事業化を要請した。

### 晩年・故郷への想い

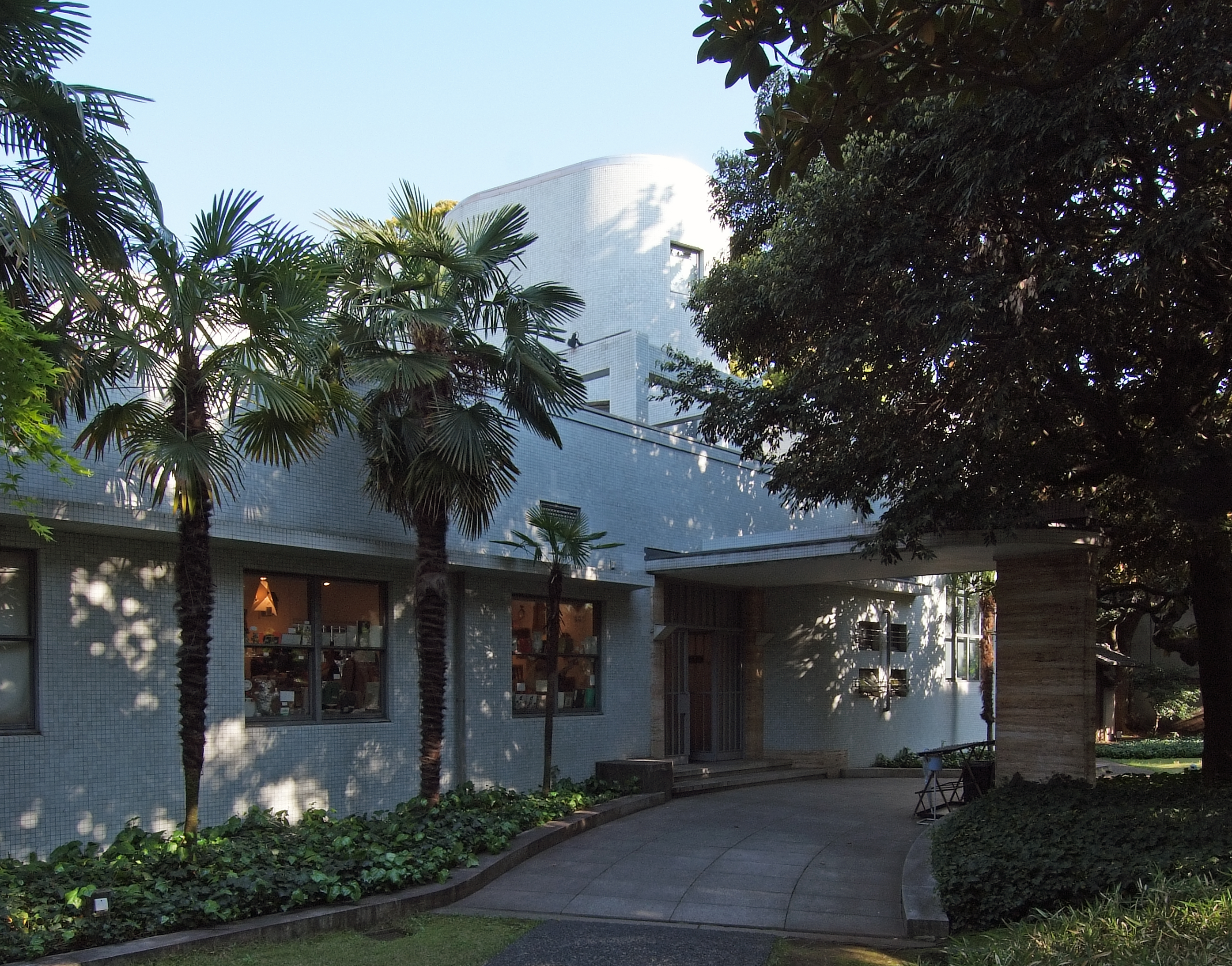
原美術館

大正9年（1920年）4月、東武鉄道取締役を退任。第一線から引退。
明治34年、関与した播但鉄道が故郷佐中峡谷の入口にある新井まで延長された際に詠んだ一首
「あたらしき家立ち並びふるさとのわか山口もひらけ行くかな」
地元の村立山口小学校（旧朝来町）に講堂兼体育館を進藤家当主である兄・丈右衛門長厚とともに寄付し、少年期に学んだ師・池田草庵の私塾・青谿書院の財団法人化のための資金を北垣国道とともに寄付。また幕末の生野の変で敗れて21歳で自刃した同志・南八郎（河上弥市・第2代奇兵隊総監）たち17名を祀る招魂社（山口護国神社）建立にあたり、多額の寄付を寄せ、建立式に出席をした。
昭和8年（1933年）11月14日没。御殿山（東京都品川区）の旧邸跡は、現在の御殿山トラストシティと原美術館になっている。

## 人物

### 千葉重太郎・坂本龍馬との交流
元治元年（1864年）正月に江戸に潜入した原六郎、北垣国道らは4、5ヶ月の間、桶町千葉道場に潜伏し、その後、赤坂檜町の長州藩邸に移った。
坂本龍馬と友人になった経緯について、後年、原は「その時分、私は千葉（桶町千葉道場）といふ撃剣家の家に潜伏したり、長州屋敷に居りました。坂本（龍馬）には江戸で会った。あれは勝安房（勝海舟）の門人見たやうなものだった。それから何故坂本と懇意になつたかと云うと、千葉と云う撃剣の先生がをる。因州藩（鳥取藩）のものでそこに潜伏して居つた、坂本はそこに出入りしてゐた、それが懇意になつたもとです。」と述べている。坂本龍馬との蝦夷地開拓の話はこのころのことと思われる。
更に、原は坂本について｢夫れから長州に行つて薩長のことで奔走した。薩長を和解させたものはあの人であつた。｣
河田に対して「あの後ろに居る男(原のこと)を私に呉れぬかと言っておりました。」
「あの人は経済の頭脳のある人て、あの時分武士でさう云う人は稀であつた。何と思つたか知らぬが、頻りに私を懇望したといふことを河田が後で云つてゐました。｣と述べている。
(｢河田｣とは、鳥取藩河田左久馬(景与)のこと。｢其時分私は河田左久馬の子分見たやうに見られてゐた。｣)
（原六郎翁伝）
これは坂本龍馬の実家は土佐藩の郷士で才谷屋という商家も営んでおり、原六郎、渋沢栄一の実家は代々の庄屋であるが林業や製糸業など実業も兼営していた。坂本は自らと共通する部分がある出自から原の才幹を見抜いていたのではないかと言える逸話。
原は坂本龍馬の40年祭に際して一首を送っている。
「としへてもわすれさりけりくにのため君がかたりしそのことの葉を」（原六郎翁伝）
当時、千葉重太郎の道場には、勤皇志士らが集まっており、このことが幕府の知るところとなり、一時は町奉行所百人程度の人数で桶町千葉道場が探索されそうになり、道場の全員を避難させ、重太郎本人は一人で探索方の来場を待つ状態まで追い込まれるが、重太郎の人品を知る老中・板倉勝静が「千葉重太郎は不良の徒に非ざるなり。もし浪士を隠匿するあらば、我親しく招致して諭さんとす、今公武の間疎隔を来さんとす、万一追捕の挙に出ては、彼、もとよ剣客塾中の徒と、腕の続かん限り相闘わば、まさに大事に至るべし」と重太郎を擁護した（千葉の名灸）。
当時、重太郎も文字通り命がけで志士を匿っていた。原は、その後、鳥取藩に属した山国隊の司令士として、鳥取藩士でもあった重太郎とともに戊辰戦争を戦った。明治になり、北垣は政治家・官僚となり、原は留学から帰国後、実業家となり成功するが、彼らは陰に日向に重太郎やその家族を支援した。

### 同志社・新島襄との関わりと支援
米国留学時代に新島襄と知り合う。のちに、校舎用、同志社大学設立用と多額の寄付を繰り返し、新島を支援する原を新島は「貴殿は吾人之恩人」と感謝している。
正金銀行頭取在任中の明治21年（1888年）、奈良吉野の山林地主で「大和の山林王」・「自由民権のパトロン」と呼ばれ、同志社の新島襄の後援者であった土倉庄三郎の長女・富子と、京都・祇園の中村楼で、新島の司式、京都府知事・北垣国道の媒酌により結婚。妻・富子は同志社女学校の出身であり、富子の兄弟姉妹たちも同志社で学んでいた。
新島襄が同志社に大学を設立運動のため上京した際、井上馨が呼びかけ人となり、明治21年（1888年）7月19日、大隈重信邸において、新島を支援するための会合が開催され、原も渋沢栄一と同じく最高額を寄付する。東京日日新聞第五〇一四号・明治21年（1888年）7月21日記事によれば内訳は、大隈重信：1,000円、井上馨：1,000円、青木周蔵：500円、渋沢栄一：6,000円、原六郎：6,000円、岩崎弥之助：5,000円、岩崎久弥：3,000円、平沼八太郎：2,500円、益田孝：2,000円、大倉喜八郎：2,000円、田中平八：：2,000円の計35,000円とある。
また今出川キャンパスにあった「旧同志社大学生会館の場所にあった旧文化学科研究室は、通称「北寮」と言われ明治末年には「原学寮」といわれ、原の寄付によるものであった(同志社人物誌40　仲村研)」とのこと。
原は新島の臨終に際しても立ち会っている。
晩年、原は妻の影響から夫婦でキリスト教の洗礼を受けている。

### 政治家・斎藤隆夫への支援
但馬出身の内務省官吏桜井勉から桜井の書生であった斎藤隆夫を紹介され東京専門学校行政科（現早稲田大学法学部）などの学費支援などを行なった。
斎藤はその後弁護士を開業、米国エール大学にも留学した（エール大学の同窓生という意味では原と斎藤は先輩後輩の間柄）。
明治45年（1912）、第11回総選挙において、養父郡選出の衆議院議員佐藤文平の後継として原の旧知であった斎藤に白羽の矢が立ち、衆院議員に当選、政治家となった。
政治家になってからも原六郎及び女婿原邦造による斎藤への支援は続いた。

## 栄典
- 1889年（明治22年）3月27日 - 銀製黄綬褒章[2]

## 係累・親族

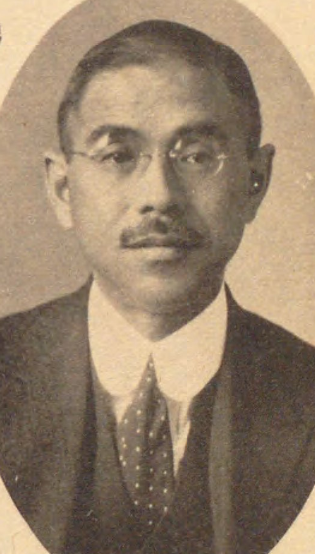
娘婿の原邦造

- 妻：原富子（1869年 - 1957年）：土倉庄三郎の長女。明治44年（1911年）、同志社女子大学（同志社女学校大学部）設立準備委員。
- 娘婿：原邦造（1883年 - 1958年） … 旧姓田中。六郎の娘である原多喜の夫、結婚して、原家に婿入り。大正・昭和期の実業家。第百銀行頭取、愛国生命保険社長、日本航空社長・会長、東京ガス会長、帝都高速度交通営団（営団地下鉄）総裁、日銀政策委員など歴任。東武鉄道など多くの企業の取締役を兼ねた。三女の以都子は松井明の妻[3]。
- 娘婿：伊東二郎丸（1883年 - 1969年）
- 曾孫：原俊夫 … 原美術館館長。財団法人アルカンシェール美術財団理事長。
- 兄の孫：進藤長治 … 進藤家第25代当主。兵庫県山林会副長、帝国山林会・大日本山林会等の要職を歴任。朝来郡山口村村長（市町村合併後、旧朝来町→朝来市）
- 兄の曾孫：進藤孝二（1902年 - 1973年） … 進藤家第26代当主。三井船舶社長・大阪商船三井船舶社長・会長、日本船主協会会長
- 義父：土倉庄三郎：富子の父。奈良吉野の山林大地主。新島襄の支援者。六郎の要請を受け、六郎の故郷である但馬の山々に植林を行い、林業を盛んにした。広岡浅子とともに成瀬仁蔵を支援し現在の日本女子大学創立の最大の支援者。広岡浅子に梅花女学校の教師だった成瀬仁蔵を紹介したのは土倉とされる。
- 義弟：内田康哉 … 妻・富子の妹・政子の夫。外交官、外務大臣、伯爵、内閣総理大臣臨時代理（1921年原敬首相暗殺時、1923年加藤友三郎首相死去・関東大震災時）、南満州鉄道総裁。

## 関連施設
- 原美術館（東京都品川区） … 原六郎・邦造の美術コレクションを展示。
- 佐中千年家（兵庫県朝来市） … 進藤家邸。原六郎の生家。鎌倉もしくは室町時代の建物といわれる。
- 山口護国神社（兵庫県朝来市） … 六郎が建立に際し多額の寄付をし、完成式に出席。生野の変で敗れ、自刃した長州の南八郎（旧名河上弥市、村田清風や山田顕義の一門）ら、幕末志士を祀るとともに、明治維新から昭和にいたるまでの地元戦没者を祀る。石碑の揮毫は、山陰道鎮撫総督であった西園寺公望の書。南八郎らが自刃した朝来町山口の妙見山（別名：岩州山）の山麓に建つ。
- 朝来市立山口小学校（兵庫県朝来市） … 原六郎が兄の進藤丈右衛門長厚とともに講堂兼体育館建設資金を寄贈。今も校庭に顕彰碑が立つ。平成になって、NHKのクローズアップ現代等のメディア・番組で、隂山英男教諭と百ます計算などの教育手法による成果で脚光をあびる。
- 神奈川県立歴史博物館（神奈川県横浜市） … 原六郎が中興の祖と呼ばれ頭取をつとめた旧横浜正金銀行本店。正金銀行関連の展示もある。
- 山国護国神社（京都府京都市） … 山国隊の隊士が祀ってあり、河田左久馬、原六郎の墓石もある。山国隊は京都時代祭の先頭を鼓笛隊として行進する維新勤王隊列のもともとの名前。
- ハラ ミュージアム アーク（群馬県渋川市） … 原六郎コレクションを展示。
- 青谿書院（兵庫県養父市） … 少年期から学んだ池田草庵の私塾。のちに原は北垣国道と共に財団法人とするための基金や祠堂を寄付。

## 関連書籍
- 「原六郎翁伝　上・中・下巻」　板沢武雄,米林富男 共編 　1937年
- 「日本の『創造力』 〈第4巻〉 ― 近代・現代を開花させた四七〇人 進む交流と機能 … 銀行経営―公益志向型の企業人原六郎」 富田 仁【編】日本放送出版協会 1993年　ISBN 4140092084
- 「同志社談叢 第5号 … 原六郎と同志社」 仲村 研
- 「同志社時報第62号｜1977.11 同志社人物誌 原六郎」 仲村 研
- 「同志社大学通信第147号 2006.6」 本井康博
- 「千葉の名灸」（横浜毎日新聞 明治36年（1903年）8月7日〜11月25日連載）
- 「朝来町史 上・下巻 1977・1981」 朝来町教育委員会
- 「幕末維新三百藩諸隊始末」 新人物往来社、1999年 ISBN 4404027362
- 「晋作 蒼き烈日」秋山香乃 日本放送出版協会 2007年 ISBN 978-4140055229
- 「回顧七十年 (中公文庫) 文庫」 斎藤隆夫 　– 1987/7/1　ISBN 4122014417